# Tom Nielsen
Pour les articles homonymes, voir Nielsen.
Tom Nielsen, officiellement Thomas Nielsen, est un athlète américain né en 1959. Spécialiste de l'ultra-trail, il a notamment remporté l'Angeles Crest 100 Mile Endurance Run en 1999 et 2000, la Massanutten Mountain Trails 100 Mile Run en 2003 et la San Diego 100 en 2008.

## Résultats
- 1996
  - 2e de la Leona Divide 50 Mile.
  - 2e de l'Angeles Crest 100 Mile Endurance Run.

- 1997
  - 2e de l'Angeles Crest 100 Mile Endurance Run.

- 1998
  - 2e de la Leona Divide 50 Mile.

- 1999
  - 2e de la Leona Divide 50 Mile.
  - 1er de l'Angeles Crest 100 Mile Endurance Run.

- 2000
  - 2e de la Leona Divide 50 Mile.
  - 2e de la Western States Endurance Run.
  - 1er de l'Angeles Crest 100 Mile Endurance Run.

- 2003
  - 1er de la Massanutten Mountain Trails 100 Mile Run.

- 2006
  - 2e de l'Angeles Crest 100 Mile Endurance Run.

- 2008
  - 1er de la San Diego 100.

- 2009
  - 2e de la San Diego 100.